# إسحاق كومنينوس حاكم قبرص
إسحاق كومنينوس (1155 تقريبًا - 1195/1196) هو حاكم قبرص بين عامي 1184-1191، قبل غزو ريتشارد الأول ملك إنجلترا لقبرص خلال الحملة الصليبية الثالثة.

## وصلات خارجية
- Roman Emperors webpage brief biography